# Lee-On-Solent Challenger
Il Lee-On-Solent Challenger è stato un torneo professionistico di tennis giocato su campi in terra rossa. Faceva parte delle ATP Challenger Series. Si sono giocate annualmente le edizioni dal 1982 al 1984 a Lee-on-the-Solent, nel Regno Unito.

## Albo d'oro

### Singolare
| Anno | Campione      | Finalista    | Punteggio     |
| ---- | ------------- | ------------ | ------------- |
| 1982 | Brent Pirow   | Derek Tarr   | 6–7, 6–4, 6–1 |
| 1983 | Robbie Venter | Jeremy Bates | 6–3, 6–1      |
| 1984 | Simon Youl    | Jeremy Bates | 7–6, 4–6, 6–3 |

### Doppio
| Anno | Campioni                        | Finalisti                       | Punteggio            |
| ---- | ------------------------------- | ------------------------------- | -------------------- |
| 1982 | Danie Visser Tian C. Viljoen    | Derek Tarr Schalk Van Der Merwe | 6–1, 1–6, 6–3        |
| 1983 | Charlie Fancutt Greg Whitecross | Andrew Jarrett Jonathan Smith   | 6–3, 3–6, 6–4        |
| 1984 | Doppio non disputato            | Doppio non disputato            | Doppio non disputato |